# Ajed Ibrine
Ajed Ibrine è un centro abitato e comune (municipalité) del Libano situato nel distretto di Koura, governatorato del Nord Libano.